# Gerard Górnicki
Gerard Górnicki (ur. 13 sierpnia 1920 w Strzyżowie, zm. 31 lipca 2008) – polski prozaik, publicysta, felietonista oraz autor sztuk scenicznych.

## Życiorys
Syn Stanisława i Zofii z domu Korolewicz. W latach poprzedzających II wojnę światową był piłkarzem klubu Resovia Rzeszów. W pierwszych tygodniach okupacji niemieckiej, we wrześniu 1939, wziął udział w dwóch meczach rozegranych przez Sokoła Strzyżów z drużyną austriackiej jednostki pancernej Wehrmachtu, stacjonującej w budynku Polskiego Towarzystwa Gimnastycznego „Sokół”. Wszedł w skład pierwszej znanej zbrojnej grupy dywersyjnej w Strzyżowie, którą utworzył i dowodził kpr. pchor. Zygmunt Patryn ps. Słowik. Pod koniec 1940 został aresztowany na podstawie donosu za uchylanie się od służby w Baudienście i osadzony wraz z Kazimierzem Koczelą i Marianem Żydzikiem w centralnym obozie karnym tej formacji w Dębie (S-Lager Deba), skąd zbiegł jeszcze w grudniu 1940.
Po ucieczce przebywał w Zakliczynie nad Dunajcem, korzystając z opieki miejscowej aptekarki Aleksandry Ottman, zaangażowanej w konspirację ciotki swojej narzeczonej Marii Gardulanki. Od października 1941 do kwietnia 1942 ukrywał się w klasztorze reformatów w Zakliczynie dzieląc celę z ks. Alojzym Jońcem, po czym przeniósł się do mieszkania Flakowiczowej i w kwietniu 1942 wstąpił do Armii Krajowej. Mieszkał następnie w willi Zofiówka przy ul. Jagiellońskiej, do której lokatorów należały w tym okresie siostry gen. Bernarda Monda Zofia Mondówna i Henryka Mościskierowa oraz wysiedlony z Wielkopolski prawnik i działacz Stronnictwa Narodowego Tadeusz Musiał. W 1943 zdał tajną maturę, po czym włączył się do tajnego nauczania w mieszkaniu byłego starosty wrzesińskiego Adama Charkiewicza w willi Koci Zamek blisko Zofiówki, współorganizując egzaminy maturalne w 1944. Po zakończeniu szkolenia wojskowego został dowódcą drużyny I plutonu („Zagłoba”) Placówki AK Zakliczyn („Zygmunt I”) w stopniu kaprala. Organizował szkolenia żołnierzy w klasztorze reformatów, wziął udział w akcji dywersyjnej „Turek” ppor. S. Stacha ps. Turek w Zawadzie Lanckorońskiej, Melsztynie i na zaporze w Rożnowie. 
Po zakończeniu wojny w grudniu 1945 poślubił w kościele reformatów w Zakliczynie swoją narzeczoną z lat okupacji, Marię Gardulankę. W 1947 ukończył studia na Wydziale Prawa Uniwersytetu Jagiellońskiego. Według własnej relacji przeszedł przez więzienie karno-śledcze Urzędu Bezpieczeństwa i NKWD przy ul. Montelupich w Krakowie, następnie ukrywał się w Cieplicach Śląskich-Zdroju, przystąpił do aplikacji sędziowskiej. 
Od 1951 mieszkał w Poznaniu, gdzie do 1980 pracował w szkolnictwie. Debiutował w 1955 na łamach dziennika „Gazeta Poznańska” jako prozaik. Należał do PZPR, utrzymywał kontakty z czołowymi polskimi literatami. Podróżował po Europie i Azji.

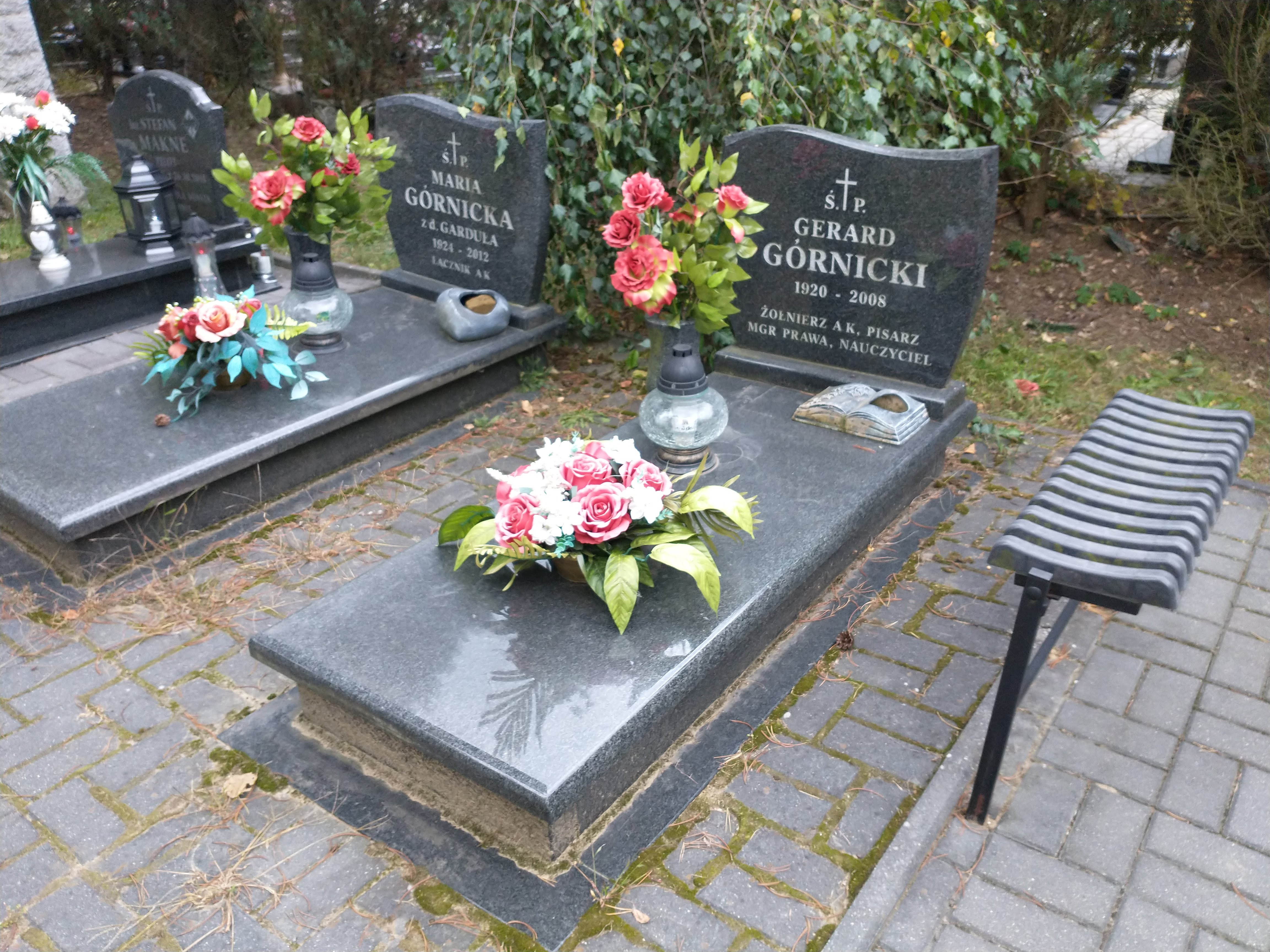
Grób Gerarda Górnickiego na cmentarzu Miłostowo w Poznaniu

Został pochowany na cmentarzu Miłostowo w Poznaniu (aleja zasłużonych).

## Nagrody i odznaczenia
Odznaczony Krzyżem Oficerskim i Kawalerskim Orderu Odrodzenia Polski, Medalem Komisji Edukacji Narodowej i Odznaką Zasłużony Działacz Kultury. Otrzymał dwukrotnie nagrodę miasta Poznania w 1968 i 1975. W 1996 za dorobek badawczo-naukowy na temat powstania wielkopolskiego wyróżniony statuetką „Dobosz Powstania Wielkopolskiego”, przyznawaną przez Zarząd Główny Towarzystwa Pamięci Powstania Wielkopolskiego 1918/1919.

## Twórczość literacka
- Sybirca. Opowiadania (1957)
- Portret kota. Opowiadania (1961)
- Powrót Stanleya Kozdry. Powieść (1963)
- Spotkanie z rzymianką. Powieść (1966)
- Ucieczka na obczyznę. Powieść (1968)
- Dom na Pacyfiku (1969)
- Spotkanie przed bramą do nieba. Wybór opowiadań (1971)
- Dziewczyna Anh odchodzi (1973)
- Miasto Króla (1974)
- Na śniegu widniała gwiazda. Opowiadania (1978)
- Poszli ci, którzy powinni. Utwór sceniczny w 3 aktach (1978)
- Bitwa szalała do wieczora. Opowieść o Powstaniu Wielkopolskim w siedemnastu obrazach (1984)
- Szukanie ocalenia (1988)
- Matka Śnieżna (1989)
- Mściwoj i Anna Maria. Powieść (1994)
- Miłość Emilii S. Powieść (1996)
- Zielony mosteczek i inne tajemnice spowiedzi (2002)
- Złoty most (2004)